# Hundsdorf (Obertrubach)

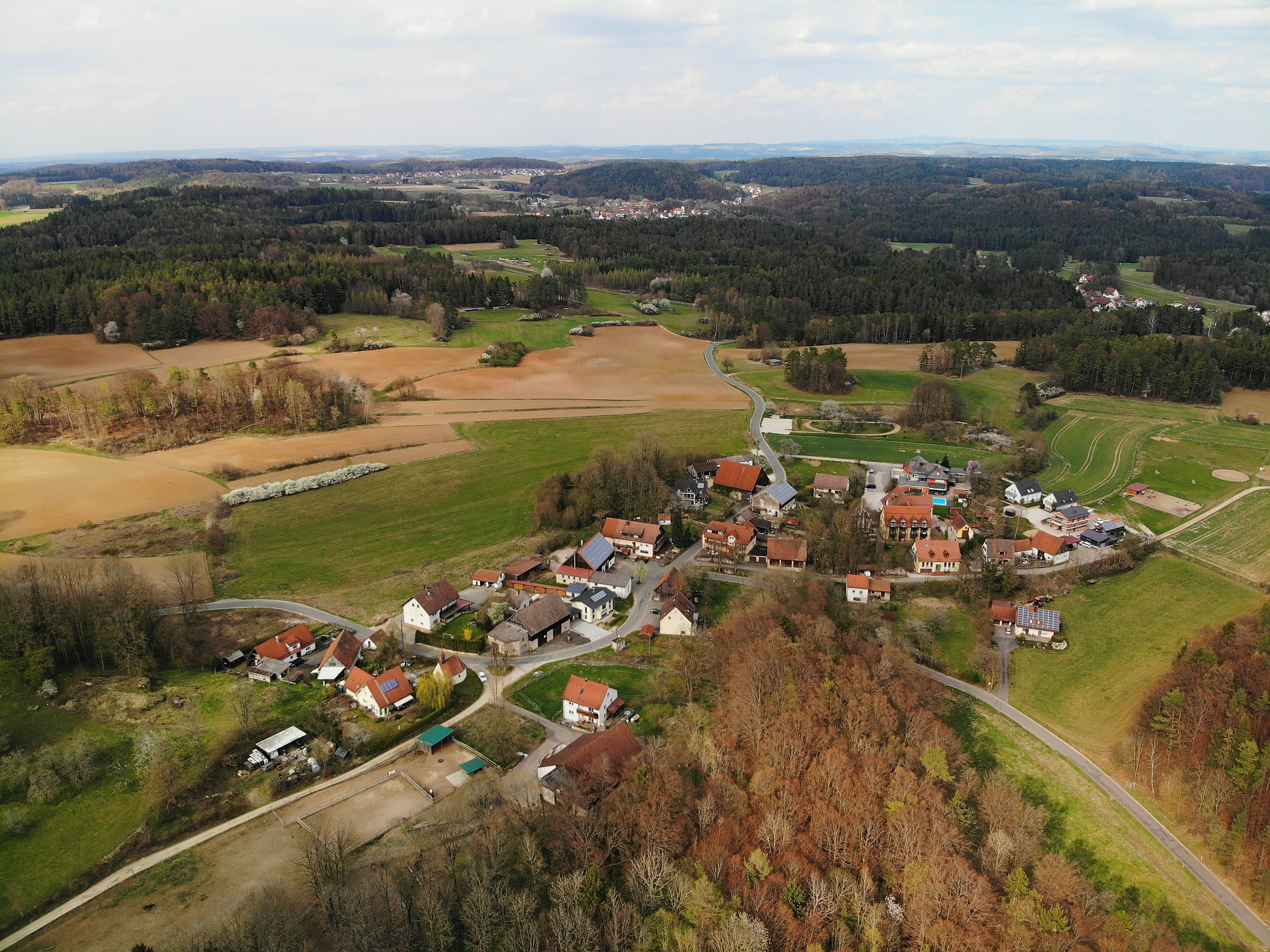
Luftaufnahme von Hundsdorf

Hundsdorf ist ein Gemeindeteil der Gemeinde Obertrubach im Landkreis Forchheim (Oberfranken, Bayern).

## Geografie
Das Dorf liegt im südlichen Randbereich der Wiesentalb etwa eineinhalb Kilometer westnordwestlich von Obertrubach auf einer Höhe von 500 m ü. NHN.

## Geschichte
Bis zum Ende des 18. Jahrhunderts unterstand Hundsdorf der Landeshoheit des Hochstifts Bamberg. Die Dorf- und Gemeindeherrschaft übte dessen Vogteiamt Wolfsberg aus. Als das Hochstift Bamberg infolge des Reichsdeputationshauptschlusses 1802/03 säkularisiert und unter Bruch der Reichsverfassung vom Kurfürstentum Pfalz-Baiern annektiert wurde, wurde Hundsdorf Bestandteil der während der „napoleonischen Flurbereinigung“ in Besitz genommenen neubayerischen Gebiete.
Durch die Verwaltungsreformen zu Beginn des 19. Jahrhunderts im Königreich Bayern wurde Hundsdorf mit dem Zweiten Gemeindeedikt 1818 Bestandteil der Ruralgemeinde Wolfsberg. Im Zuge der Gebietsreform in Bayern wurde Hundsdorf am 1. Januar 1972 in Obertrubach eingemeindet.

## Verkehr
Die Anbindung an das öffentliche Straßennetz wird durch drei Gemeindeverbindungsstraßen hergestellt, die den Ort im Nordwesten mit Geschwand, im Nordosten mit Herzogwind und im Süden mit der Staatsstraße St 2260 verbinden.

## Baudenkmäler

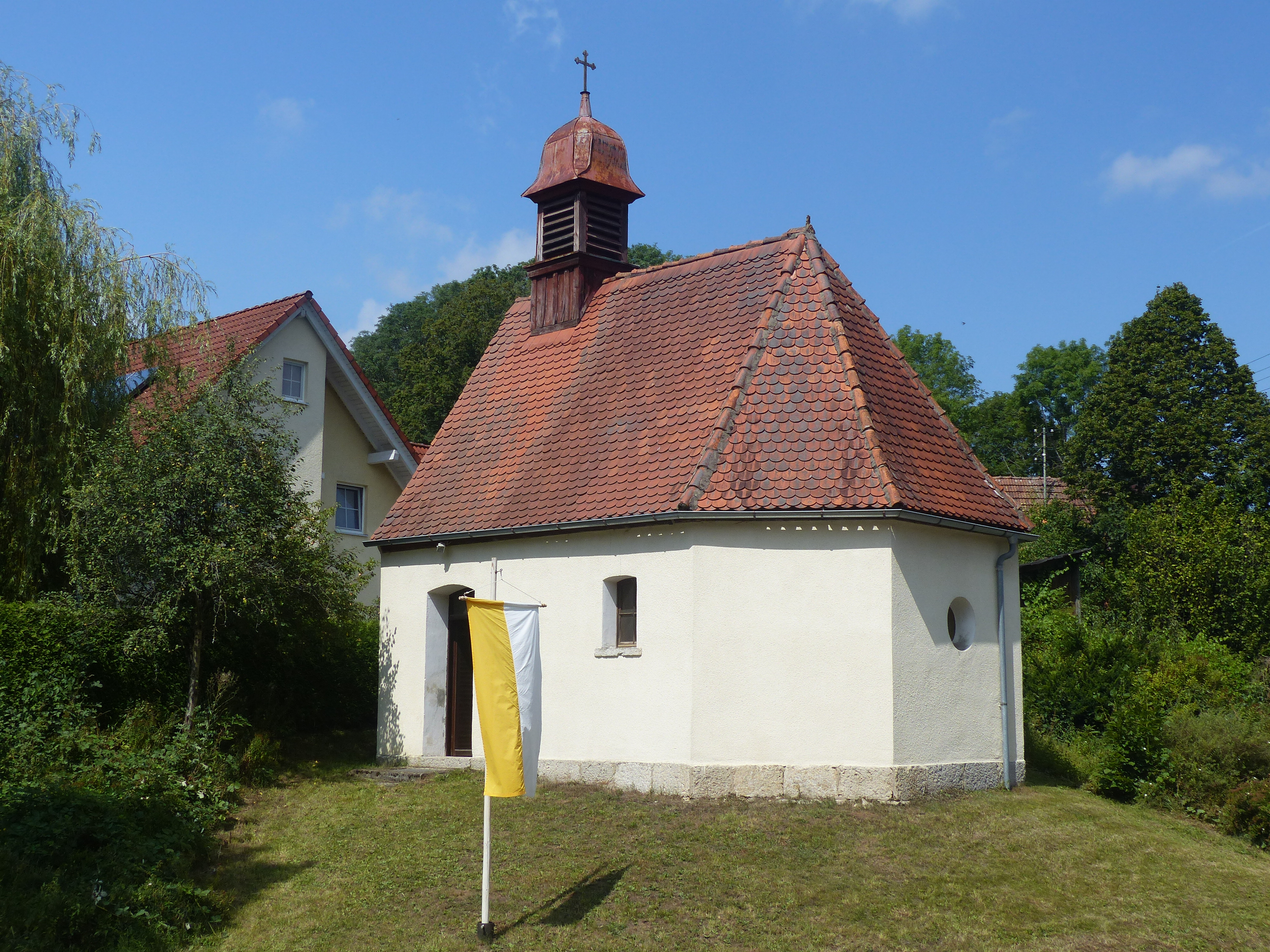
Die Kapelle St. Maria

Bei der denkmalgeschützten Kapelle des Ortes handelt es sich um einen dreiseitig geschlossenen Massivbau mit neugotischer Ausstattung, der im Jahr 1952 errichtet wurde.